# Euscelidia nenemusha
Euscelidia nenemusha là một loài ruồi trong họ Asilidae. Euscelidia nenemusha được Speiser miêu tả năm 1910.